# Grześki

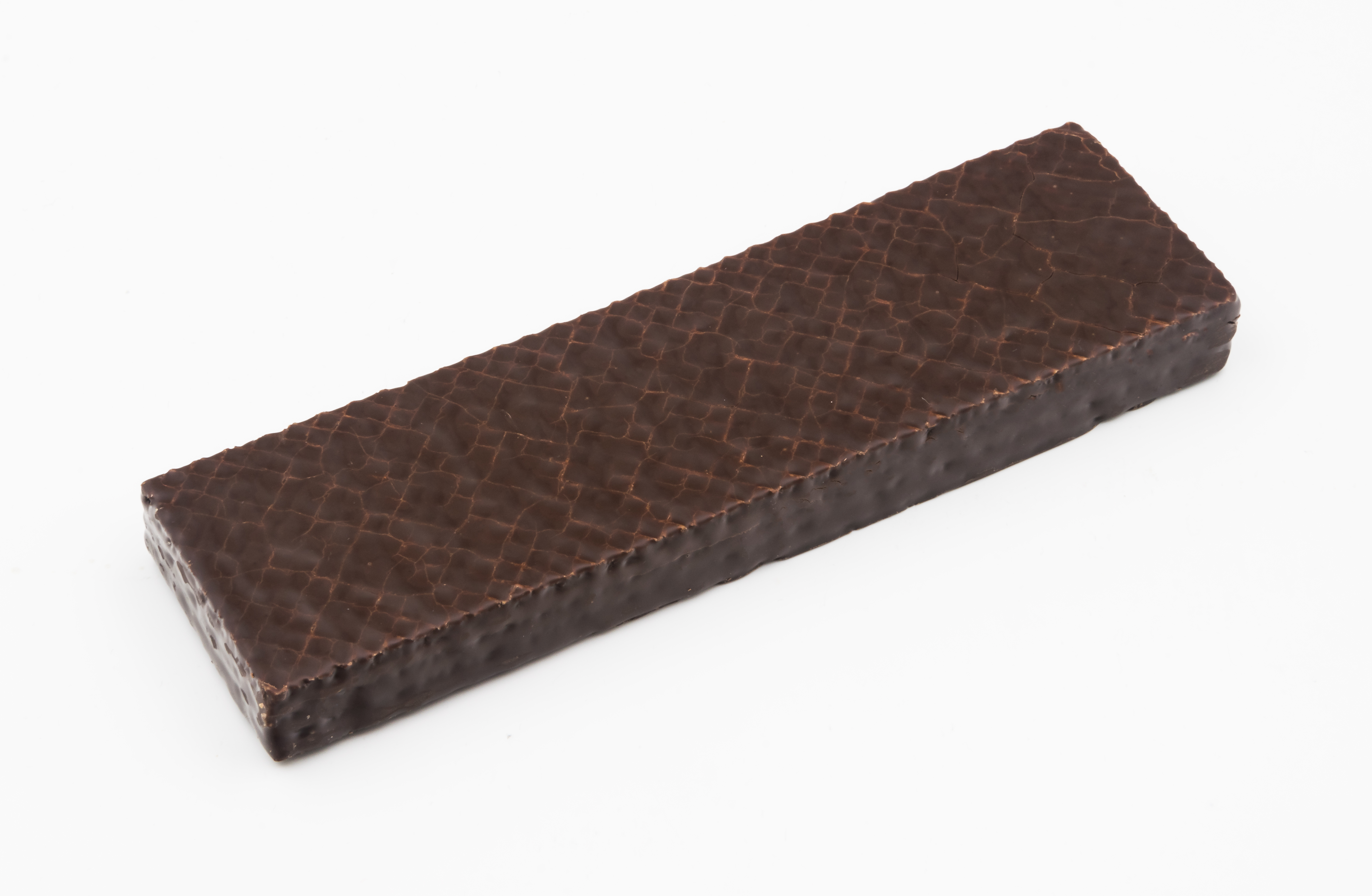
Wafel Grześki w czekoladzie

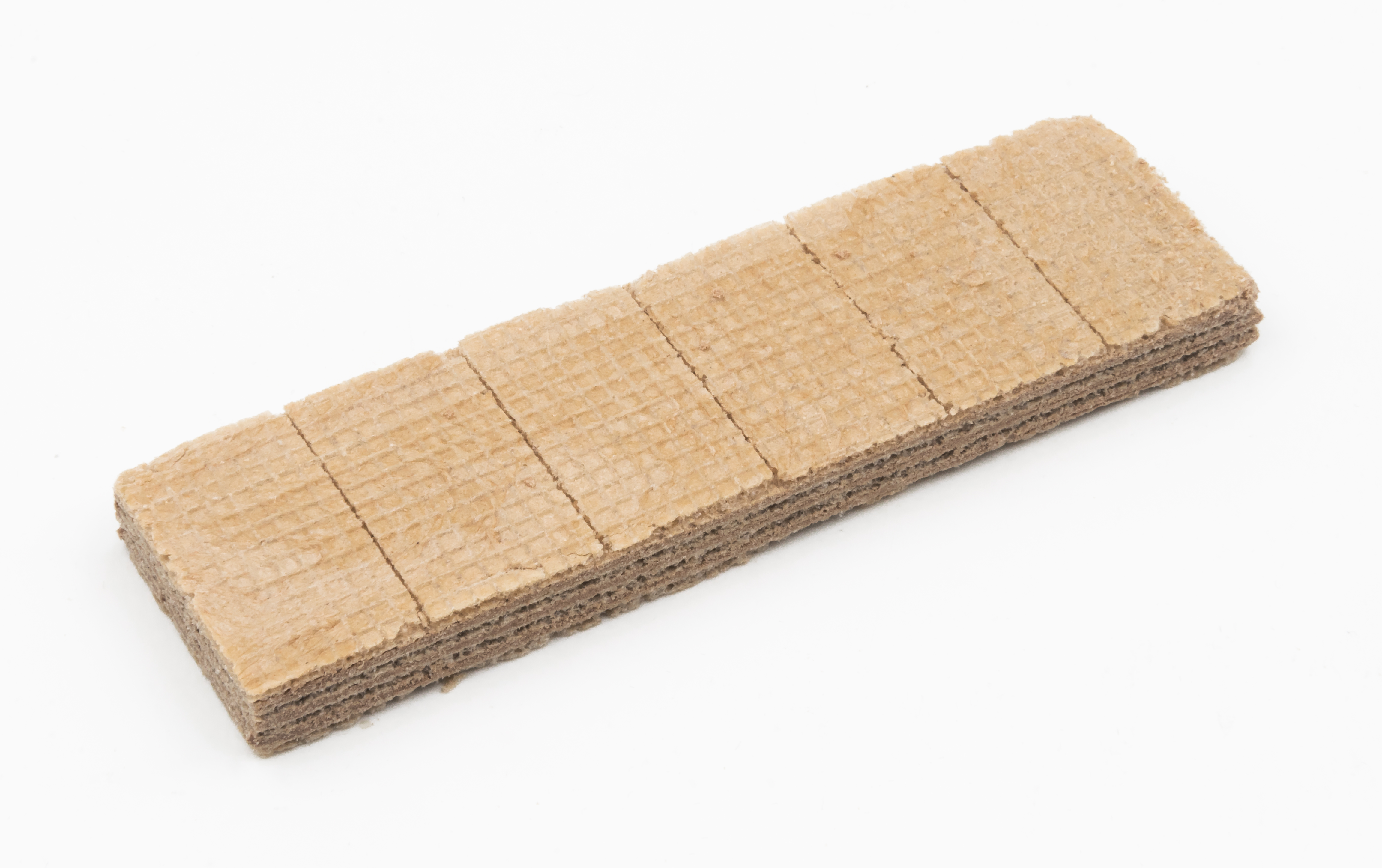
Wafel Grześki dziel na 6

Grześki – marka wafli w czekoladzie produkowanych przez Fabrykę Pieczywa Cukierniczego „Kaliszanka” w Kaliszu, następnie przez Goplanę; w 2004 najlepiej sprzedająca się w Polsce marka wafli w czekoladzie (43,9% udziału w rynku), w 2006 r. zaliczano je do jednych z najpopularniejszych wafli w Polsce.  W roku 2018 Grześki były jedną z kilku marek słodyczy w Polsce, które na podstawie  badań rynku polskiego otrzymały tytuły: Superbrands 2018 oraz Superbrands Polska Marka 2018. 
Zawierają w 100 g produktu: 550 kcal,  8,5 g białka,  34,5 g tłuszczu  i 51,5 g węglowodanów.
Obecnie oferowane smaki: w mlecznej i deserowej czekoladzie, toffi, orzechowe, dziel na 6 (bez polewy).
Sprzedawane dawniej: kokosowe, bananowe, malinowe, kawowe (wszystkie w białej czekoladzie), czekoladowe w posypce orzechowej oraz orzechowe bez polewy.